# Capromyidae

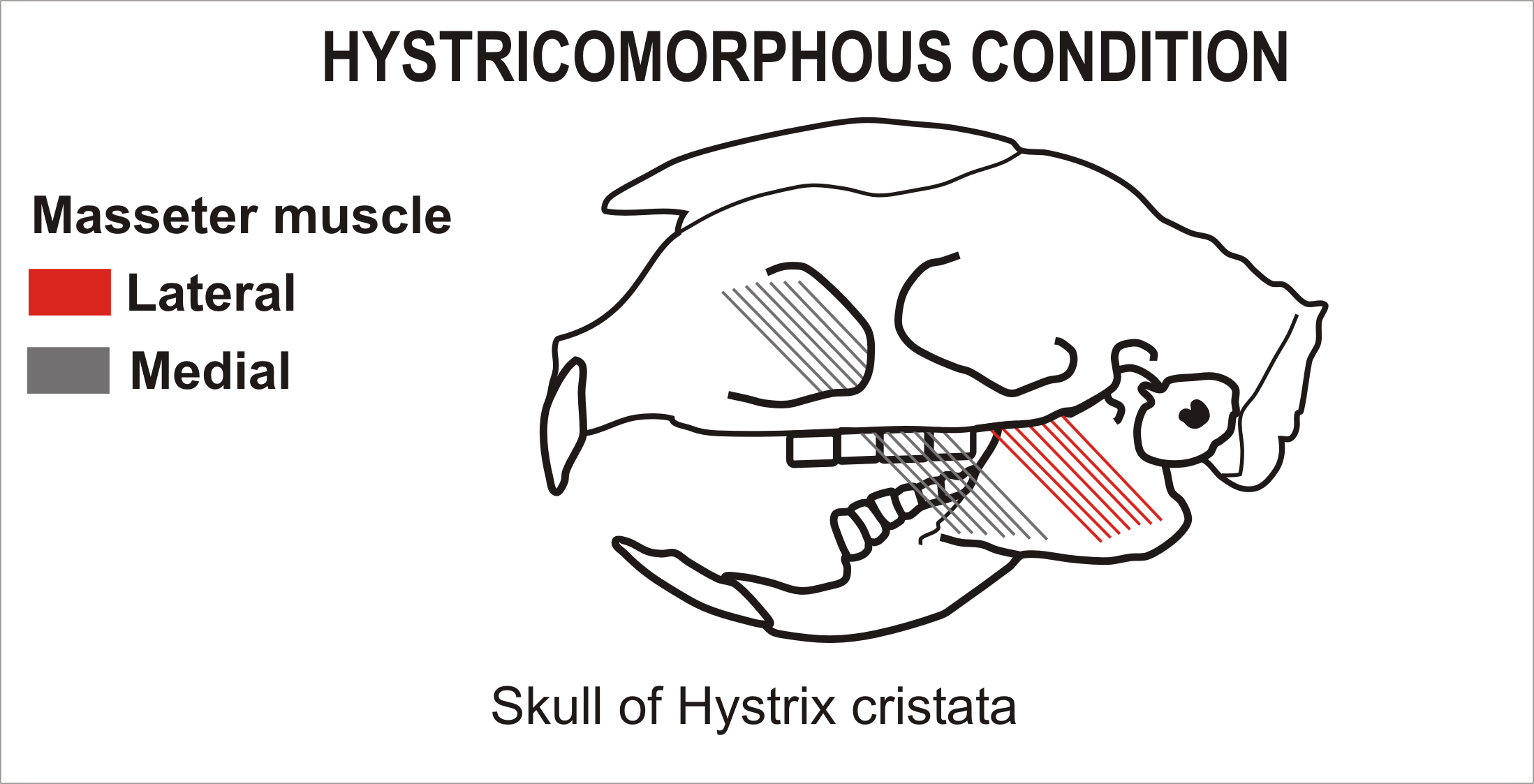
Fig.1

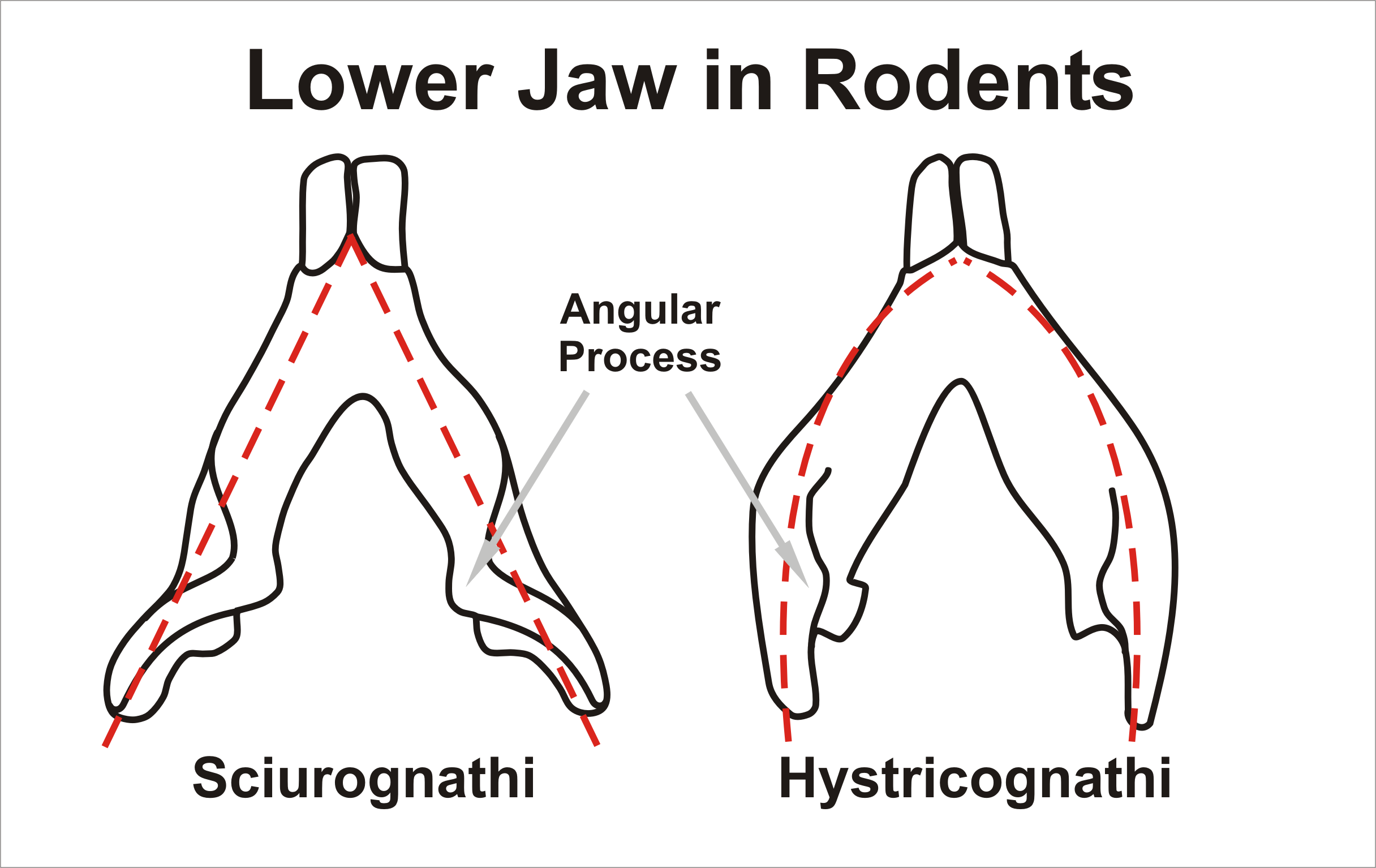
Fig.2

I Capromiidi (Capromyidae Smith, 1842) sono una famiglia di roditori endemici dei Caraibi comunemente noti come hutia.

## Descrizione

### Dimensioni
Roditori di grosse dimensioni con la lunghezza della testa e del corpo tra 200 e 500 mm, la lunghezza della coda tra 35 e 300 mm e un peso fino a 8,5 kg.

### Caratteristiche craniche e dentarie
Il cranio è robusto, con creste ben sviluppate e un rostro corto, la disposizione del muscolo massetere è di tipo istricomorfo (Fig.1), mentre la mandibola è di tipo istricognato (Fig.2). Le arcate zigomatiche sono ampie e robuste, il foro infra-orbitale è grande. Il processo para-occipitale è allungato e ben separato dalla bolla timpanica, la quale non è particolarmente rigonfia. Gli incisivi sono stretti e possiedono quattro denti masticatori su ogni semi-arcata, i quali sono a crescita continua e con la superficie occlusiva piatta, formata da pieghe sinuose che tendono ad isolarsi tra loro.

### Aspetto
Il corpo è tozzo e robusto, con una testa grande, larga, occhi ed orecchie piccoli e una pelliccia densa e ruvida che varia dal brunastro al grigiastro. La coda può essere praticamente ridotta oppure molto lunga e prensile. Gli arti sono brevi, le zampe hanno cinque dita ciascuna, con le dita munite di artigli robusti, eccetto il pollice il quale è ridotto e provvisto di un'unghia appiattita. I piedi sono generalmente robusti nelle forme arboricole. Le femmine hanno due paia di mammelle.

## Distribuzione ed habitat
Gli hutia sono roditori sia arboricoli che strettamente terricoli diffusi nelle Grandi Antille e nelle Bahamas.

## Tassonomia
Comprende i seguenti generi:
- I molari hanno due profonde rientranze oblique.
  - Sottofamiglia Isolobodontinae †
    - Isolobodon †

  - Sottofamiglia Plagiodontinae
    - Plagiodontia
    - Rhizoplagiodontia †
- I molari hanno tre rientranze, una su un lato, due sull'altro.
  - Sottofamiglia Capromyinae
    - Capromys
    - Geocapromys
    - Mesocapromys
    - Mysateles
- I molari hanno quattro rientranze, due per lato.
  - Sottofamiglia Hexolobodontinae †
    - Hexolobodon †

## Cultura di massa
- Nel videogioco Far Cry 6 sono presenti le Hutie, che possono essere cacciate per barattare la loro pelle con risorse.